# تپه زیره
تپه زیره مربوط به هزاره سوم قم است و در شهرستان بهبهان، بخش مرکزی، دهستان حومه، روستای اسلام‌آباد واقع شده و این اثر در تاریخ ۱ مرداد ۱۳۸۶ با شمارهٔ ثبت ۱۹۲۷۰ به‌عنوان یکی از آثار ملی ایران به ثبت رسیده‌است.